# Bolkay István József
Dr. Bolkay István (Bolhay József 1902-ig) (Rimaszombat, 1887. március 29. – Szarajevó, 1930. augusztus 17.) zoológus, rovarkutató, muzeológus.

## Életpályája
Elemi és gimnáziumi tanulmányait Rimaszombaton járta ki. Egyetemi tanulmányait a budapesti egyetemen végezte el 1909-ben, ahol természetrajzi tanári diplomát és doktori címet szerzett. 1909–1911 között a Magyar Nemzeti Múzeum Állattárában volt gyakornok Méhelÿ Lajos mellett, majd a Pedagógium tanársegéde lett 1912–1914 között. 1914-ben bevonult katonának. 1917–1919 között az Institut für Balkanforschung asszisztense volt. 1919–1930 között a szarajevói múzeum gerinces-gyűjteményének őre volt. Öngyilkos lett.
A hüllők, kétéltűek, valamint a gerincesek tanulmányozásával foglalkozott. Több cikke jelent meg német szaklapokban.

## Művei
- Rimaszombat bogárfaunája (Rovartani Lapok, 1907)
- Adatok Gömör Kishont vármegye herpetologiájához (Állattani Közlemények, 1907)
- A magyarországi békák lárvái (1909)
- Adatok Magyarország pannóniai és praeglecialis herpetologiájához (I: Földtani Intézet Évkönyve, 1913)